# Paravibrissina leucogaster
Paravibrissina leucogaster är en tvåvingeart som beskrevs av Hiroshi Shima och Takuji Tachi 2008. Paravibrissina leucogaster ingår i släktet Paravibrissina och familjen parasitflugor. Inga underarter finns listade i Catalogue of Life.